# Saint-Étienne-de-l'Olm
Saint-Étienne-de-l'Olm este o comună în departamentul Gard din sudul Franței. În 2009 avea o populație de 344 de locuitori.

## Evoluția populației
| An        | 1975 | 1982 | 1990 | 1999 | 2006 | 2009 |
| --------- | ---- | ---- | ---- | ---- | ---- | ---- |
| Populație | 97   | 129  | 194  | 235  | 305  | 344  |